# Pyramiden-Glockenblume
Die Pyramiden-Glockenblume (Campanula pyramidalis) ist eine Pflanzenart aus der Gattung der Glockenblumen (Campanula) in der Familie der Glockenblumengewächse (Campanulaceae).

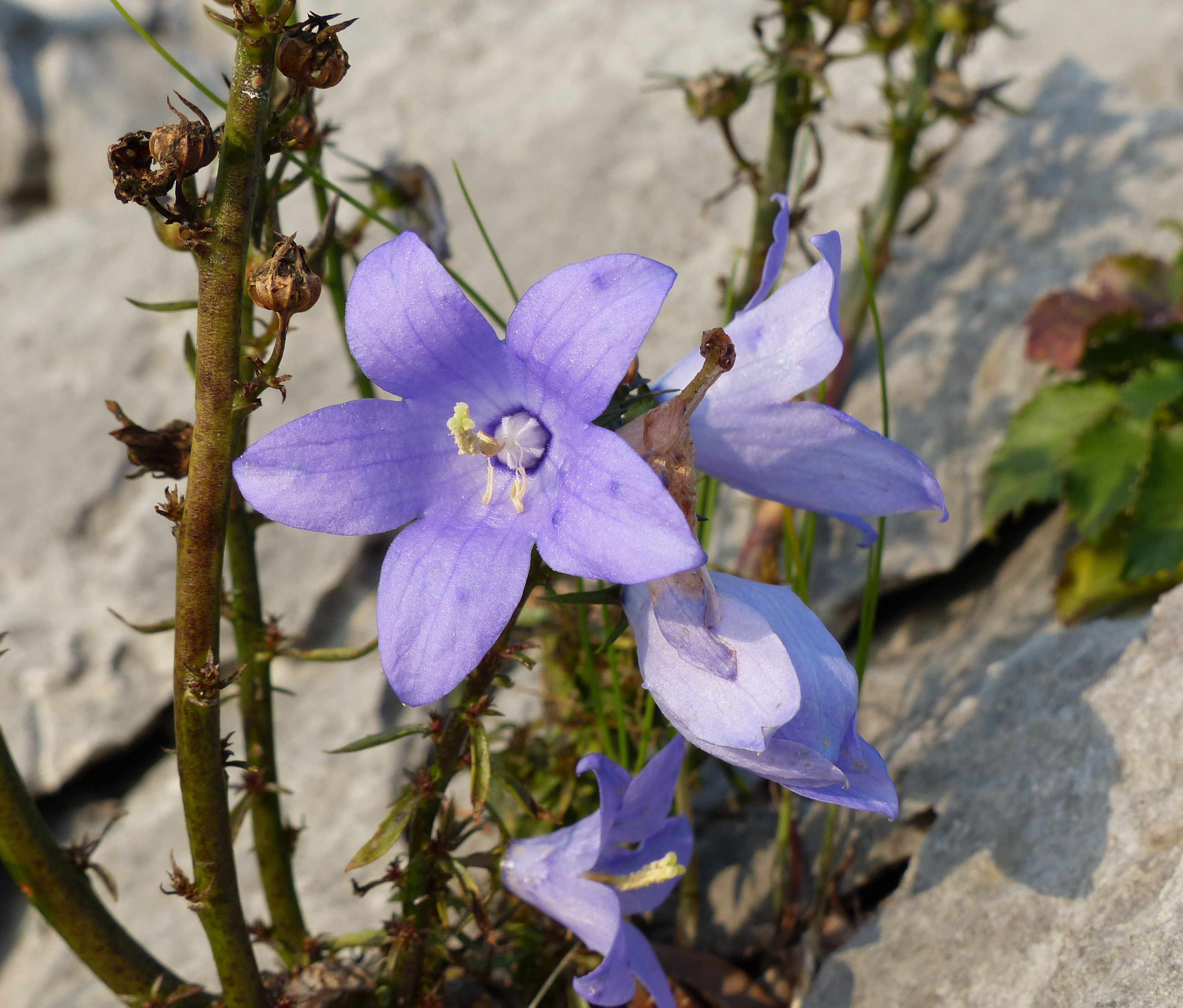
Blüten

## Merkmale
Die Pyramiden-Glockenblume ist eine immergrüne, mehrjährig hapaxanthe Pflanze, die Wuchshöhen von 80 bis 150 Zentimeter erreicht. Der Stängel ist aufrecht und kaum verzweigt. Die Grundblätter sind breit eiförmig-länglich bis herzförmig, lang gestielt, glänzend und grob drüsig gesägt. Je 3 Blüten befinden sich in den Blattachseln. Sie sind kurz gestielt und in einer langen, schmalen Rispe angeordnet. Die Krone ist sternförmig bis weitglockig, 20 bis 26 Millimeter lang, bis 30 (selten bis 50) Millimeter breit und hell blauviolett, blassblau oder selten weiß gefärbt. Die Kapsel ist rund und hat in ihrer Mitte Poren.
Die Blütezeit reicht von Juni bis August.

## Vorkommen
Die Pyramiden-Glockenblume kommt von Nordost-Italien bis Albanien auf Kalkfelsen, Mauern und steinigen Driften in Höhenlagen von 5 bis 935 Meter vor.

## Taxonomie
Die Pyramiden-Glockenblume wurde 1753 von Carl von Linné in Species Plantarum Band 1, Seite 164 als Campanula pyramidalis erstbeschrieben. Das Epitheton „pyramidalis“, das „pyramidenförmig“ bedeutet, hatte Linné aus Caspar Bauhins Pinax (1623) übernommen.

## Nutzung
Die Pyramiden-Glockenblume wird zerstreut als Zierpflanze für Rabatten, Terrassen und Trockenmauern sowie als Schnittblume und Altarschmuck genutzt. Sie ist seit spätestens 1569 in Kultur. Die Art wird zweijährig kultiviert.

## Trivialnamen
Für die Pyramiden-Glockenblume bestehen bzw. bestanden, zum Teil auch nur regional, auch die weiteren deutschsprachigen Trivialnamen: Glöcklein (Thüringen), Milchglöcklein und Turmglocken.